# Micrométéore
Les micrométéores sont des corps de petite taille qui circulent dans l'espace interplanétaire. Il s'écrasent sur les planètes, leurs satellites, les vaisseaux et sondes spatiales.
Leur petite taille est largement compensée par leur importante vitesse qui leur permet de produire une trainée visible dans l'atmosphère terrestre, pour les plus gros d'entre eux. En général, ils sont totalement désintégrés par échauffement lors de la traversée de l'atmosphère (autrement, on a tendance à plutôt les intituler météorites).
Malgré leur petite taille, ils sont considérés comme un danger mesurable pour les satellites artificiels, les navettes spatiales et les astronautes en général. Les navettes spatiales ont ainsi plusieurs fois été percutées par de tels micrométéores (ou des déchets spatiaux laissés en orbite) qui ont creusé de petits trous dans la structure (avec au moins un cas de vitre de hublot percée d'un trou minuscule).
De nombreux satellites naturels de planètes du système solaire ont une surface qui suggère l'action de micrométéores (par exemple, Phœbé verrait sans doute une partie de sa surface arrachée régulièrement sous forme de micrométéores qui iraient ensuite bombarder Japet).